# 黎仁宗
黎仁宗（越南语：／；1441年5月28日—1459年10月28日（延寧六年十月初三日））名黎邦基（越南语：／），又名黎基隆、黎濬，是越南後黎朝第三任皇帝，1442年—1459年在位。他是黎太宗黎元龍的三子。
即位後改元大和，年僅二歲，由宣慈太后阮氏英攝政，并由大臣黎熾、黎可等顧命。宣慈太后當政時，頗有成就，如改革考試官吏的方法，制定私人田產法律十四條，擊敗占婆軍進犯，生擒占婆王賁該。可是，太后聽信讒言，殺功臣黎可等人，惹起大臣憤怒。1453年仁宗才親政。
1455年命潘孚先修國史，修成《史記續編》，並制訂百官俸祿及王侯封地法。
1459年，仁宗和宣慈太后被兄長諒山王黎宜民殺死。